# Сержіу Консейсан
Сержіу Консейсау (порт. Sérgio Conceição; нар. 15 листопада 1974, Коїмбра) — португальський футболіст, що грав на позиції півзахисника. По завершенні ігрової кар'єри — тренер. З грудня 2024 року очолює тренерський штаб «Мілана».
Виступав, зокрема, за клуби «Порту» та «Лаціо», з яким став володарем Кубка Кубків та Суперкубка УЄФА. Також виступав за національну збірну Португалії, з якою був учасником чемпіонату Європи та світу.

## Клубна кар'єра
Сержіу почав грати в футбол з 12 років за молодіжний футбольний клуб «Академіка» з рідного міста, після чого потрапив в академію «Порту». Свою професійну кар'єру Сержіу почав в клубах другого дивізіону: «Пенафіел» і «Леса», а у вищому дивізіоні країни дебютував з клубом «Фелгейраш», після чого в 1996 році перейшов у футбольний клуб «Порту». У «Порту» Консейсан грав 2 роки на позиції правого півзахисника і своїми голами та гольовими передачами допоміг клубу двічі стати чемпіоном Португалії, а також по разу виграти національний Кубок та Суперкубок.
У 1998 році «Лаціо» купує Сержіу за 11,2 млн євро. 29 серпня в матчі за Суперкубок Італії «Лаціо» в додатковий час здолало «Ювентус» з рахунком 2:1, і саме Консейсан забив переможний гол в 94-й хвилині. Другим успіхом португальця в складі римської команди стала перемога в останньому в історії Кубку Кубків. У фінальному матчі «Лаціо» виграло 2:1 іспанську «Мальорку», а Консейсан вийшов на поле в другій половині замість Деяна Станковича. Ця перемога дозволила клубу поборотись за Суперкубок УЄФА 1999 року, в якому був переможений «Манчестер Юнайтед», проте португалець всю гру провів на лаві запасних. У наступному сезоні Консейсан з «Лаціо» виграв золотий дубль — чемпіонат і Кубок Італії.
В липні 2000 року Консейсан разом з Матіасом Алмейдою перейшов в «Парму» як доплата до 16 мільйонів євро за перехід у зворотньому напрямку Ернана Креспо. Проте у складі нового клубу гравець провів лише один сезон, дійшовши до фіналу Кубка Італії, після чого знову став частиною трансферної угоди, на цей по переходу воротаря Себастьяна Фрея з «Інтернаціонале». Португалець же став гравцем міланської команди, де провів два сезони. За два роки в «Інтері» він бере участь у 41 матчі та забив 1 гол.
У 2003 році «Лаціо» знову підписує контракт з Сержіу, але в новій команді провів лише 7 матчів і, не забивши жодного голу, на початку наступного року повернувся в «Порту», де і закінчив сезон, вигравши ще один чемпіонат Португалії.
У 2004 році Консейсан переїхав до Бельгії, де він підписав контракт на один рік зі «Стандардом» (Льєж). У дебютному сезоні він забив 10 голів у 27 матчах і був удостоєний призу кращого гравця Бельгії, після чого продовжив угоду з клубом. В березні 2006 року під час гри проти «Зюлте-Варегема» Консейсан плюнув на одного із суперників, а потім зняв футболку і вдарив нею в обличчя судді. Бельгійська футбольна асоціація дискваліфікувала португальця на 4,5 місяці з умовним терміном на три роки.
У 2007 році Сержіу зі «Стандардом» програли фінал Кубка Бельгії, після чого Консейсан перейшов у кувейтський клуб «Аль-Кадісія», де бере участь тільки в семи матчах, в яких забив 5 голів.
Після цього Консейсан повернувся до Європи, але, не дивлячись на пропозиції від португальських клубів, не залишився у своїй країні й на початку 2008 року підписав 1,5-річний контракт з ПАОКом. Підписання було багато у чому пов'язане з директором клубу Зісісом Врізасом і наявності португальського тренера Фернанду Сантуша. У новій команді Консейсан відразу отримав № 7, яку раніше носив легендарний колишній гравець та капітан Теодорос Загоракіс. У сезоні 2008/09 Консейсан став капітаном ПАОКа, але у наступному сезоні стали проявлятися його проблеми з коліном, в результаті чого 13 листопада 2009 року Консейсан закінчив свою ігрову кар'єру. Він залишився в клубі та замінив Врізаса на посаді технічного директора.

## Виступи за збірні
Виступав за збірні Португалії різних вікових категорій, ставав срібним призером юнацького (U-18) Євро-1992. Протягом 1995—1996 років залучався до складу молодіжної збірної Португалії. На молодіжному рівні зіграв у 7 офіційних матчах, забив 1 гол.
9 листопада 1996 року дебютував в офіційних іграх у складі національної збірної Португалії у відбірковому матчі на чемпіонаті світу 1998 року проти збірної України (1:0). Португалія зрештою не пробилась на чемпіонат світу у Франції, а першим великим турніром в кар'єрі Консейсан став чемпіонат Європи 2000 року у Бельгії та Нідерландах. У перших двох зустрічах групового раунду проти Англії (3:2) і Румунія (1:0) були Консейсан виходив на заміну в другій половині замість Жуана Пінту, а в останньому матчі групового раунду проти Німеччини (3:0) він зіграв всі 90 хвилин і зробив хет-трик, який вивів його збірну в плей-оф з першого місця в групі. Проте у чвертьфінальному матчі проти Туреччини (2:0) Консейсан всю гру просидів на лавці, як і в півфінальній зустрічі з Францією, яку португальці програли в додатковий час 1:2.
У 2002 році новий тренер збірної Португалії Антоніу Олівейра викликав Сержіу на чемпіонат світу 2002 року в Японії і Південній Кореї. Там Консейсан був основним гравцем у своїй команді та відіграв всі 90 хвилин в матчах з США (2:3) і Південної Кореї (0:1), в той час як в поєдинку з Польщею (4:0) на 69-й хвилині був змінений на Нуну Капушу, а Португалія посіла лише третє місце в груповому раунді й покинула чемпіонат.
Останнім матчем Сержіу за збірну Португалії був матч з Іспанією 6 вересня 2003 року, в якому Португалія програла рахунком 0:3. Протягом кар'єри у національній команді, яка тривала 8 років, провів у формі головної команди країни 56 матчів, забивши 12 голів.

## Кар'єра тренера
В кінці травня 2010 року Консейсан покинув ПАОК і приєднався до іншої колишньої команди, увійшовши в склад тренерського штабу «Стандарда» (Льєж).
Як головний тренер розпочав свою кар'єру 1 січня 2012 року, ставши біля керма «Ольяненсі», де пропрацював до січня наступного року.
8 квітня 2013 року стає тренером «Академіки», в клубі, в якому він починав свою футбольну кар'єру і залишив команду в кінці сезону 2013/14.
В травні 2014 року очолив тренерський штаб клубу «Брага», який привів до фіналу внутрішнього кубка, який вони програли в серії пенальті «Спортінгу», при тому, що до 82 хвилини клуб вигравав з рахунком 2:0. 8 червня 2015 року Консейсан був звільнений від займаної посади.
22 вересня 2015 року став тренером «Віторії» (Гімарайнш), з якою 17 січня 2016 року здобув свою першу домашню перемогу над «Порту» (1:0) за 14 років, але залишив в кінці сезону клуб за взаємною згодою.
8 грудня 2016 року Консейсан був призначений тренером французького клубу Ліги 1 «Нанта», замінивши звільненого Рене Жирара, коли клуб був на другому місці знизу.
У липні 2017 року очолив тренерський штаб команди «Порту». 1 березня 2019 року Консейсан продовжив контракт до 2021. Після однорічної перерви, «Порту» знову взяв чемпіонство в сезоні 2019-2020, а через два тижні його команда обіграла суперника у фіналі кубка та завоювала найціональний дубль. Команда знову дійшла до 1/8 Ліги чемпіонів, зазнавши поразки від «Челсі» з загальним рахунком 2:1.
4 червня 2021 року Консейсан продовжив свій контракт ще на три роки, до червня 2024 року. 16 квітня 2022 року, вдома, з рахунком 7:0, був розгромлений «Портімоненсе» та повторив рекорд «Мілану» та «Олімпіакоса» з 58 матчі чемпіонату без поразок. Третій чемпіонський титул був завойований в сезоні 2021/22.
Загалом Сержіо Консейсан, на чолі «Порту» виграв 10 трофеїв, та ввжається другим найуспішнішим португальським тренером, після Жорже Жезуша.
25 квітня 2024 року, коли до кінця контракту залишалося кілька тижнів, Консейсан підписав нову угоду до 2028 року; ця новина прийшла перед оголошенням результатів президентських виборів в клубі. Через місяць він виграв Суперкубок Португалії, перемігши «Спортинг» з рахунком 2:1, ставши третім тренером, який здобув трофей чотири рази. Однак незабаром, через підтримку кандидата що програв, не був впевнений в тому що поладить з новим керівництвом та оголосив про своє рішення піти 30 червня.
30 грудня 2024 року був призначений тренером «Мілану», підписавши контракт на півроку з можливістю продовження до 2026.
Перший трофей на чолі італійського клубу виграв 6 січня 2025 року, обігравши у фіналі Суперкубку країни «Інтернаціонале» з рахунком 3:2, відігравшись з 0:2. За рахунок цієї перемоги, Сержіу Консейсан оформив два досягнення: став третім іноземним тренером в історії «Мілану» який виграв трофей та тренером який виграв трофей найшвидше з моменту свого призначення, з 1930 року.

## Титули та досягнення

### Командні
Гравець
- Чемпіон Португалії (3):

«Порту»: 1996–97, 1997–98, 2003–04
- Володар Кубка Португалії (1):

«Порту»: 1997–98
- Володар Суперкубка Португалії (1):

«Порту»: 1996
- Чемпіон Італії (1):

«Лаціо»: 1999–00
- Володар Кубка Італії (1):

«Лаціо»: 1999–00
- Володар Суперкубка Італії (1):

«Лаціо»: 1998
- Володар Кубка Кубків УЄФА (1):

«Лаціо»: 1998–99
- Володар Суперкубка УЄФА (1):

«Лаціо»: 1999
Тренер
- Чемпіон Португалії (3):

«Порту»: 2017–18, 2019–20, 2021–22
- Володар Суперкубка Португалії (3):

«Порту»: 2018, 2020, 2022
- Володар Кубка Португалії (4):

«Порту»: 2019–20, 2021–22, 2022–23, 2023–24
- Володар Кубка португальської ліги (1):

«Порту»: 2022–23
- Володар Суперкубка Італії (1):

«Мілан»: 2024

### Особисті
- Футболіст року в Бельгії: 2005